# Kepler-32e
Kepler-32e (nom. alt. KOI 952.04) es un planeta extrasolar en órbita alrededor de su estrella, una  enana tipo, Kepler-32, en la constelación de Cygnus. Descubierto mediante el método de tránsito planetario con el  telescopio espacial Kepler en enero de 2012, presenta un semieje mayor de 0,033 UA. Un radio de 1,11 Tierras, siendo un de los planetas extrasolares más pequeños descubiertos, y un período orbital de 2,896009 días.